# Miguel Ángel Angulo
Miguel Ángel Angulo Valderrey (Oviedo, 23 giugno 1977) è un allenatore di calcio ed ex calciatore spagnolo, tecnico del Valencia Mestalla.

## Carriera

### Calciatore
Ha militato per dodici anni nel Valencia, vincendo due volte il campionato spagnolo e una volta la Coppa UEFA.
Prima di ritirarsi nel 2010, ha giocato per una stagione nei portoghesi dello Sporting Lisbona.
Tra il 2005 e il 2007 ha collezionato undici presenze con la nazionale spagnola.

### Allenatore
Tra il 2018 e il 2021 è stato il responsabile del settore giovanile del Valencia.
Nel 2021 è diventato il nuovo allenatore del Valencia Mestalla, la seconda squadra dei giallo-rossi.

## Palmarès

### Competizioni nazionali
- Coppa spagnola: 2

Valencia: 1998-1999, 2007-2008
- Supercoppa spagnola: 1

Valencia: 1999
- Campionato spagnolo: 2

Valencia: 2001-2002, 2003-2004

### Competizioni internazionali
- Coppa Intertoto: 1

Valencia: 1998
- Coppa UEFA: 1

Valencia: 2003-2004
- Supercoppa UEFA: 1

Valencia: 2004